# Ožďany
Ožďany (in ungherese: Osgyán) è un comune della Slovacchia facente parte del distretto di Rimavská Sobota, nella regione di Banská Bystrica.